# Deltaspis cyanipes
Deltaspis cyanipes là một loài bọ cánh cứng trong họ Cerambycidae.